# Iris orjenii
Iris orjenii är en irisväxtart som beskrevs av Bräuchler och Cikovac. Iris orjenii ingår i släktet irisar, och familjen irisväxter.
Artens utbredningsområde är Montenegro. Inga underarter finns listade i Catalogue of Life.

## Bildgalleri

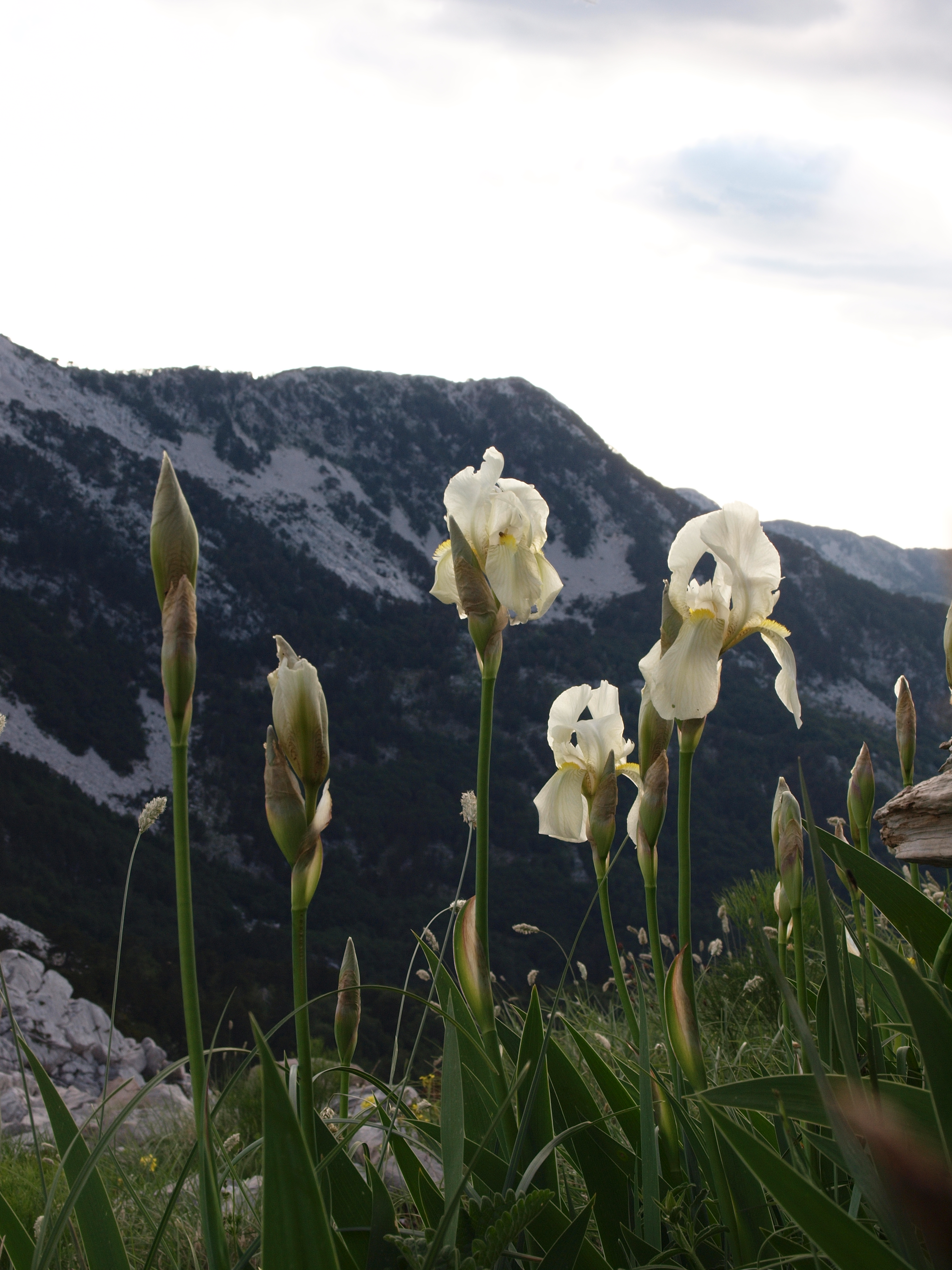
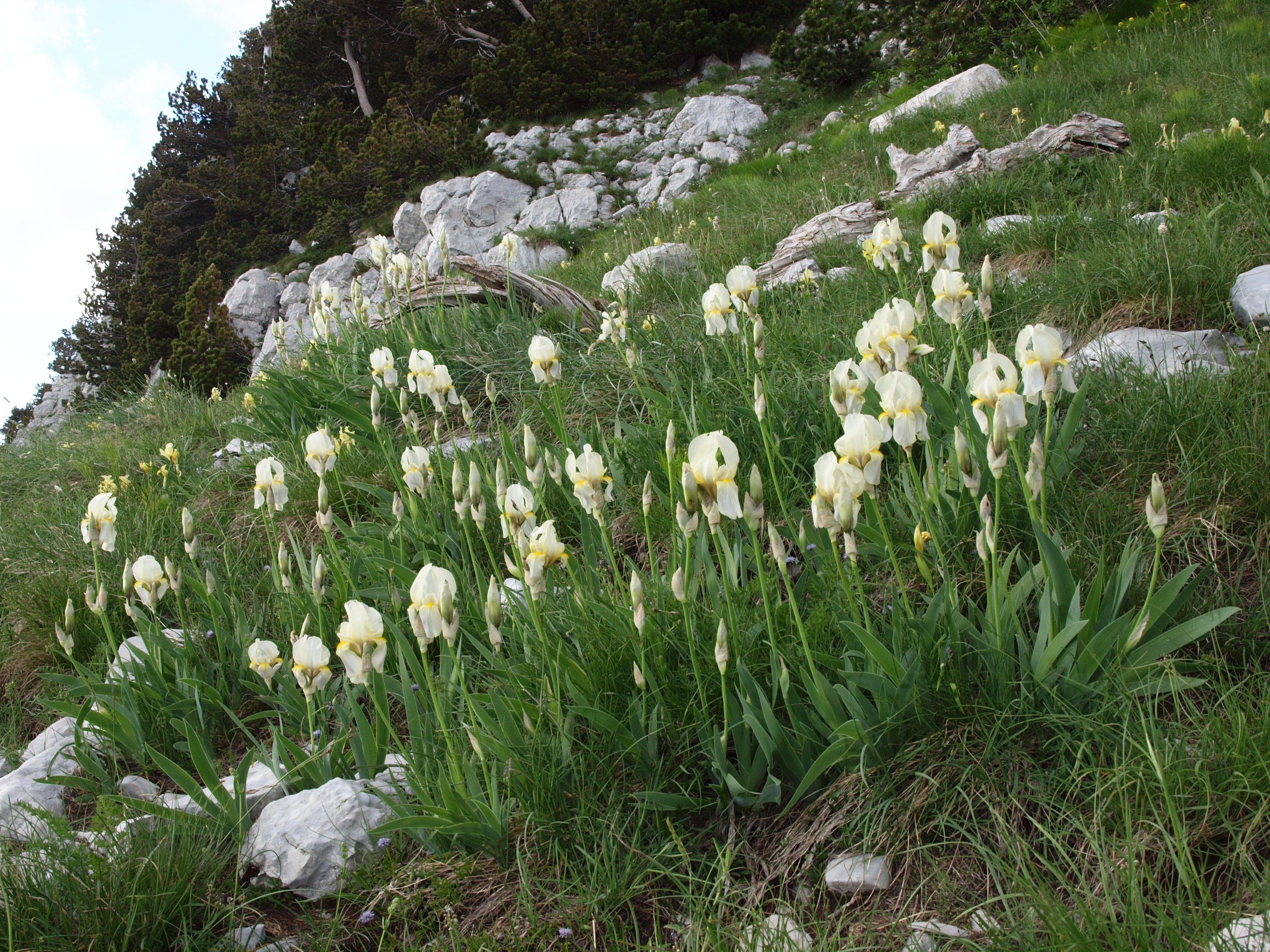